# Wikipedia trong văn hóa

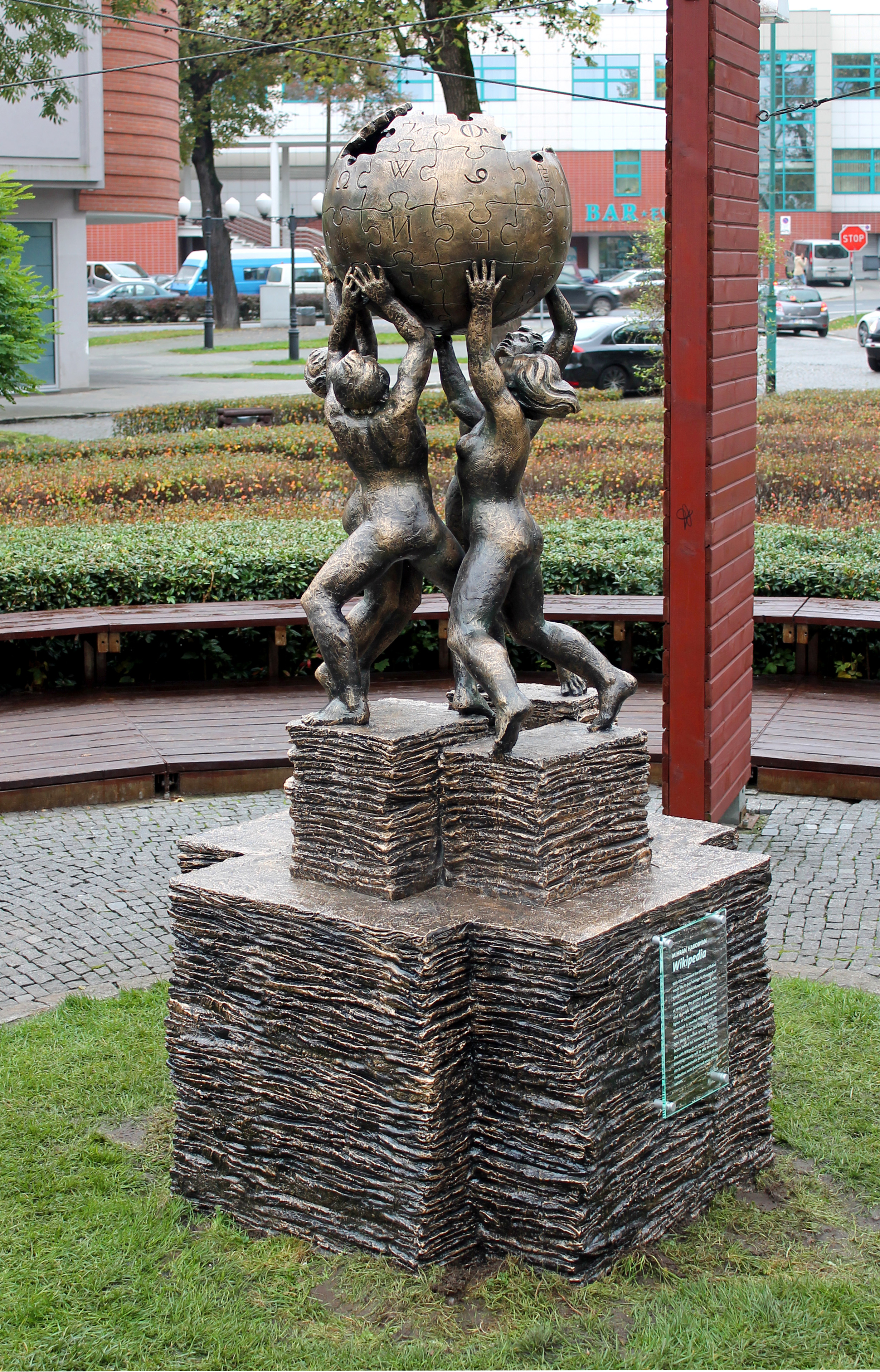
Đài tưởng niệm Wikipedia ở Słubice, Ba Lan (2014, của Mihran Hakobyan)

Việc tham khảo Wikipedia trong văn hóa đại chúng đã được phổ biến rộng rãi. Nhiều người nhại lại sự cởi mở của Wikipedia, với việc các cá nhân phá hoại hoặc sửa đổi bài viết theo những cách không mang tính xây dựng. Những người khác mô tả các cá nhân sử dụng Wikipedia làm tác phẩm tham khảo hoặc so sánh tích cực hiểu biết của họ với Wikipedia. Trong một số trường hợp, Wikipedia hoàn toàn không được sử dụng như một bộ bách khoa toàn thư mà thay vào đó được dùng nhiều hơn như một sở thích hoặc thậm chí là một trò chơi, chẳng hạn như Wikiracing. Wikipedia cũng trở nên có ý nghĩa về mặt văn hóa đại chúng khi nhiều cá nhân coi sự hiện diện của mục Wikipedia của riêng họ như một biểu tượng trạng thái

## Tổng quan
Nội dung của Wikipedia đã được sử dụng trong các nghiên cứu hàn lâm, sách vở, hội nghị và các phiên tòa. Trong phần "Liên kết liên quan" của danh sách "đọc thêm" cho Đạo luật Hôn nhân Dân sự, trang web của Quốc hội Canada liệt kê bài viết về hôn nhân đồng giới của Wikipedia. Càng ngày càng có nhiều tổ chức sử dụng các khẳng định của Wikipedia làm nguồn tham khảo, chẳng hạn như các tòa án liên bang Hoa Kỳ và Tổ chức Sở hữu Trí tuệ Thế giới—chủ yếu nhằm hỗ trợ thông tin hơn là mang tính quyết định cho một vụ việc. Một số báo cáo của cơ quan tình báo Hoa Kỳ cũng lấy nội dung trên Wikipedia làm nguồn tham khảo. Tháng 12 năm 2008, tạp chí khoa học RNA Biology triển khai một phần mới để mô tả các họ phân tử RNA và yêu cầu các tác giả đóng góp cũng phải gửi một bản thảo về họ RNA lên Wikipedia.
Wikipedia cũng được dùng làm nguồn tham khảo trong báo chí, thường không ghi công và một số phóng viên đã bị sa thải vì ăn cắp nội dung từ Wikipedia.
Năm 2006, cùng với YouTube, Reddit, MySpace và Facebook, tạp chí Time công nhận Wikipedia đã góp phần vào sự phát triển nhanh chóng của cộng tác và tương tác trực tuyến của hàng triệu người trên toàn thế giới.
Tháng 7 năm 2007, Wikipedia là tiêu điểm của một bộ phim tài liệu dài 30 phút trên đài BBC Radio 4 lập luận rằng, với mức độ sử dụng và nhận thức ngày càng tăng, số lần Wikipedia được nhắc đến trong văn hóa đại chúng nhiều đến mức một trong những nhóm danh từ thế kỷ 21 (Google, Facebook, YouTube) đã trở nên quá quen thuộc mà không cần phải giải thích thêm nữa.
Ngày 28 tháng 9 năm 2007, chính trị gia Ý Franco Grillini chất vấn Bộ trưởng Bộ Tài nguyên và Hoạt động văn hóa bằng một câu hỏi của quốc hội về sự cần thiết của tự do toàn cảnh. Grillini nói rằng việc thiếu tự do đó đã buộc "trang web được tham khảo nhiều thứ bảy" là Wikipedia phải cấm tất cả hình ảnh về các công trình kiến trúc và nghệ thuật hiện đại của Ý; ông cũng tuyên bố rằng điều này gây tổn hại lớn đến doanh thu có được từ khách du lịch.

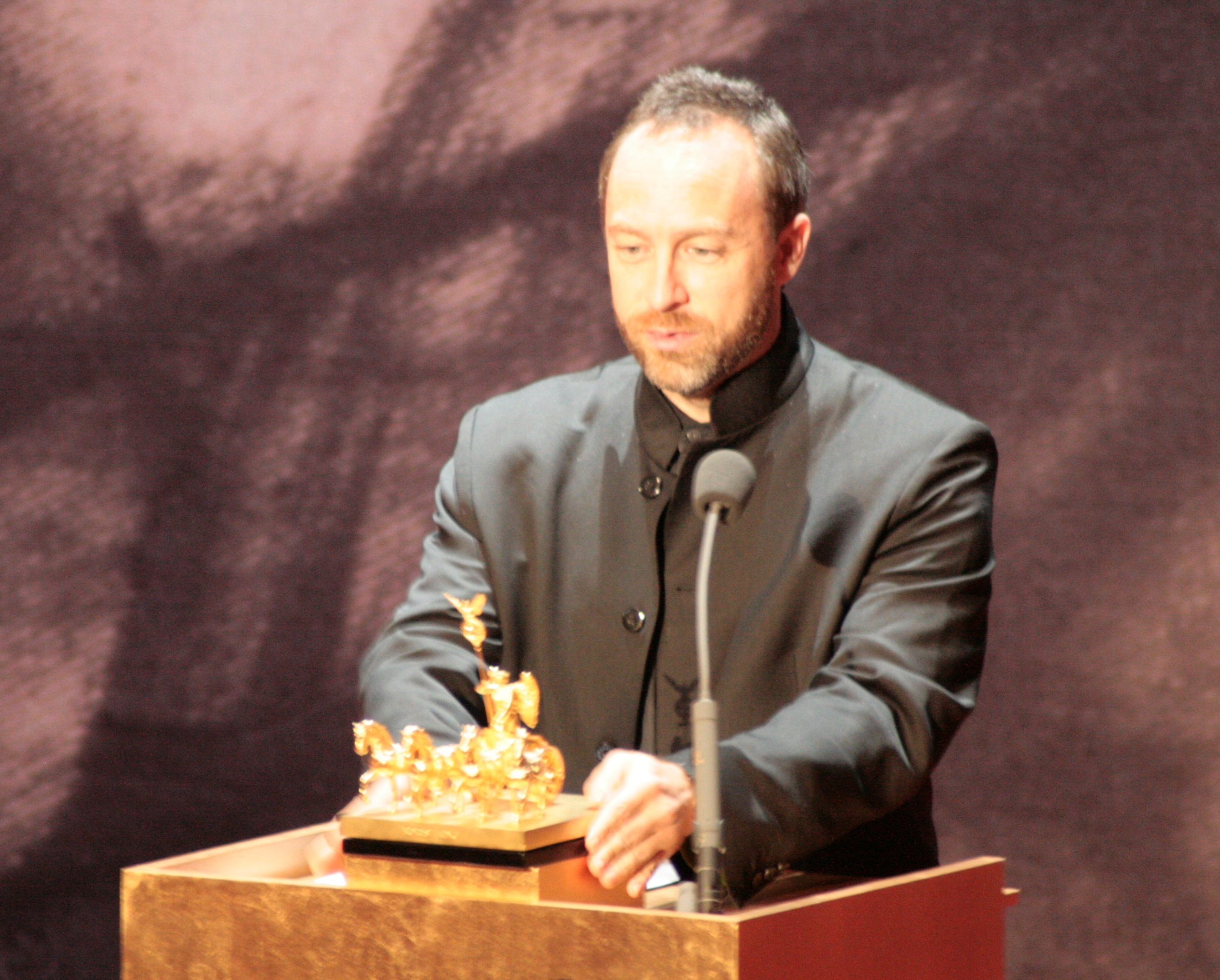
Jimmy Wales thay mặt Wikipedia nhận giải Quadriga Sứ mệnh Khai sáng năm 2008.

Ngày 16 tháng 9 năm 2007, The Washington Post đưa tin rằng Wikipedia đã trở thành tâm điểm trong chiến dịch bầu cử năm 2008 của Hoa Kỳ: "Nhập tên một ứng cử viên vào Google, và trang Wikipedia là một trong các kết quả đầu tiên, khiến những mục từ đó cũng quan trọng như bất kỳ quảng cáo nào trong việc xác định một ứng cử viên. Hiện tại, bài viết về tranh cử đang được chỉnh sửa, mổ xẻ và tranh luận vô số lần mỗi ngày." Tháng 10 năm 2007, Reuters đăng một bài báo mang tên "Trang Wikipedia – biểu tượng mới nhất cho địa vị", nói về hiện tượng có một bài viết trên Wikipedia chứng minh cho sự nổi bật của một người. Năm 2009, các sinh viên luật được giao bài tập là viết bài trên Wikipedia, và phải dùng cách hành văn rõ ràng và ngắn gọn cho những độc giả không chuyên.
Trong một báo cáo của một nhóm làm việc do giáo sư Peter Stone làm trưởng nhóm (một phần của dự án Nghiên cứu một trăm năm về trí tuệ nhân tạo có trụ sở tại Stanford), Wikipedia được coi là "ví dụ nổi tiếng nhất về sức mạnh cộng đồng... vượt xa các nguồn thông tin được biên soạn theo cách truyền thống, chẳng hạn như bách khoa toàn thư và từ điển, về quy mô lẫn độ sâu."
Trong một bài viết 2017 cho tạp chí Wired, Hossein Derakhshan mô tả Wikipedia là "một trong những trụ cột còn lại cuối cùng của web mở và phi tập trung"; sự tồn tại của Wikipedia với tư cách là một nguồn kiến thức dựa trên văn bản đối nghịch với truyền thông xã hội và các dịch vụ mạng xã hội. Đối với Derakhshan, mục tiêu trở thành bách khoa toàn thư của Wikipedia đại diện cho truyền thống của Thời đại Khai sáng rằng lý tính chiến thắng cảm xúc, một xu hướng mà ông coi là "có nguy cơ tuyệt chủng" do "chuyển dần từ văn hóa chữ viết sang văn hóa nhiếp ảnh, đồng nghĩa với sự chuyển dịch từ lý trí sang cảm xúc, từ tư duy sang giải trí". Thay vì "sapere aude" (dám tìm hiểu), mạng xã hội lại dẫn đến văn hóa "không đủ quan tâm để tìm hiểu".

## Giải thưởng

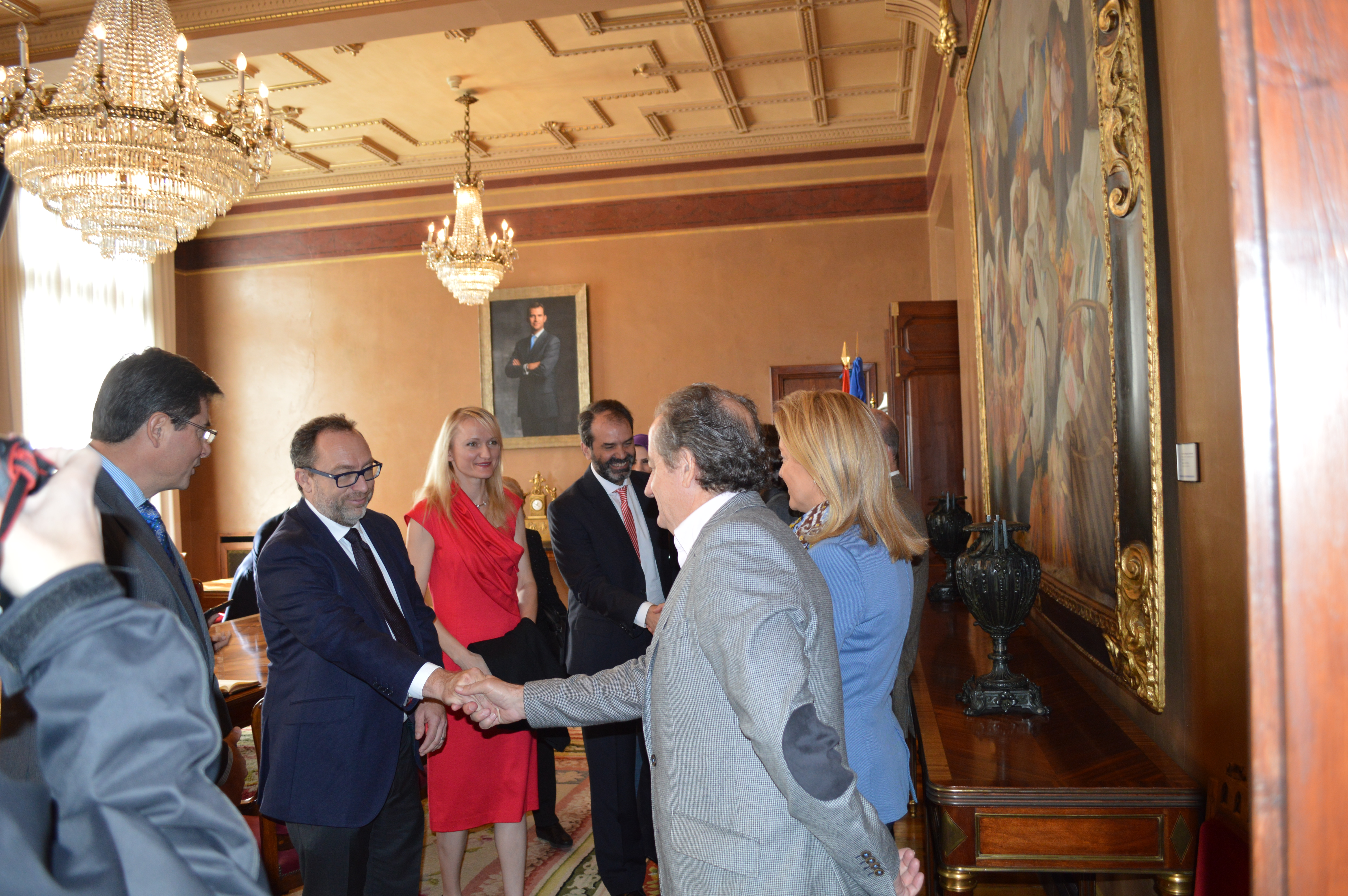
Đội ngũ Wikipedia đến thăm Nghị viện Asturias.

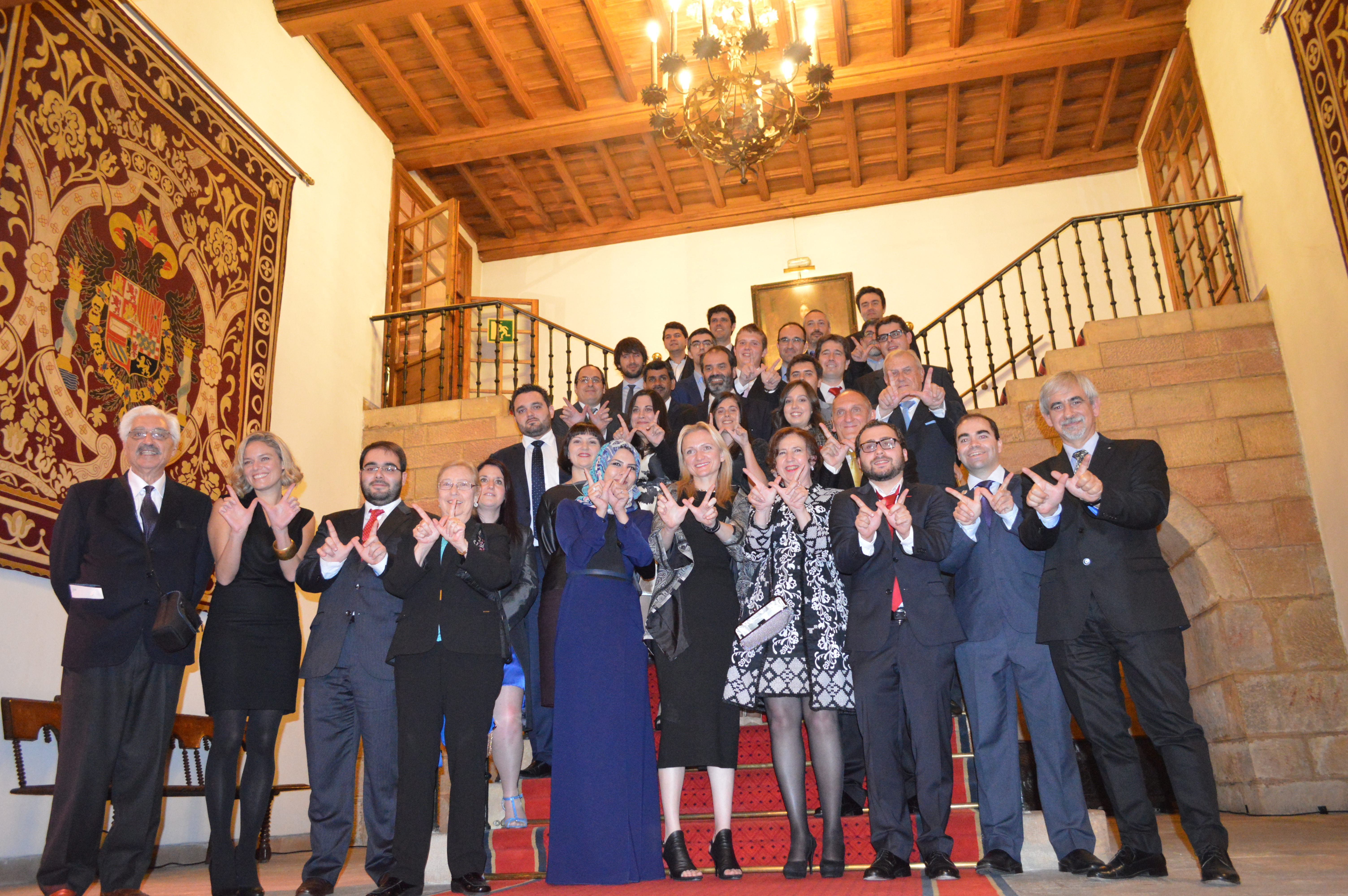
Họp mặt các thành viên Wikipedia sau lễ trao giải Asturias 2015.

Tháng 5 năm 2004, Wikipedia giành hai giải thưởng lớn. Đầu tiên là Nica Vàng cho Cộng đồng Kỹ thuật số của cuộc thi thường niên Prix Ars Electronica kèm một khoản tiền thưởng 10.000 € và lời mời trình bày tại Lễ hội Cyberarts PAE ở Áo vào cuối năm đó. Giải thứ hai là Giải thưởng Webby của Ban giám khảo cho hạng mục "cộng đồng", cùng một đề cử cho hạng mục "Thực tiễn Xuất sắc nhất".
Năm 2007, độc giả của brandchannel.com bình chọn Wikipedia là thương hiệu xếp hạng cao thứ tư với 15% số phiếu cho câu hỏi "Thương hiệu nào có ảnh hưởng nhất đến cuộc sống của chúng ta trong năm 2006?"
Tháng 9 năm 2008, Wikipedia nhận được giải thưởng Quadriga Một Sứ mệnh Khai sáng của Werkstatt Deutschland cùng với Boris Tadić, Eckart Höfling và Peter Gabriel. David Weinberger đã trao giải cho Jimmy Wales.
Năm 2015, Wikipedia nhận Giải thưởng Erasmus hàng năm, công nhận những đóng góp đặc biệt cho văn hóa, xã hội hoặc khoa học xã hội, lẫn Giải thưởng Công chúa Asturias của Tây Ban Nha về Hợp tác Quốc tế. Phát biểu tại Nghị viện Asturian ở Oviedo, Jimmy Wales ca ngợi công việc của những người sử dụng Wikipedia tiếng Asturian. Vào đêm của buổi lễ, các thành viên của Wikimedia Foundation tổ chức một cuộc gặp gỡ với các biên tập viên Wikipedia từ khắp nơi trên đất nước Tây Ban Nha, bao gồm cả cộng đồng Asturian địa phương.

## Châm biếm
Trong nhiều tập của chương trình The Colbert Report (Bản báo cáo Colbert), diễn viên hài Stephen Colbert đã chế giễu hoặc nhắc đến Wikipedia và đặt ra thuật ngữ wikiality, có nghĩa là "chúng ta có thể cùng nhau nhất trí tạo ra một thực tế — thực tế mà chúng ta vừa đồng ý đó". Một ví dụ khác cũng có trong bài báo trên trang nhất  The Onion vào tháng 7 năm 2006 "Wikipedia Kỷ niệm 750 năm Độc lập của Hoa Kỳ", cũng như bài báo "Hôm nay, trang Wikipedia của 'LA Law' được xem 874 lần" của The Onion năm 2010.
Trong một tập của bộ phim hài truyền hình Mỹ The Office phát sóng vào tháng 4 năm 2007, có phân cảnh cho thấy một giám đốc văn phòng không đủ năng lực (Michael Scott) tìm hiểu thông tin về các chiến thuật đàm phán bằng một bài viết giả định trên Wikipedia, giúp anh thương lượng mức lương thấp hơn cho một nhân viên. Sau đó, khán giả đã tìm cách thêm chi tiết trên vào bài viết Wikipedia đó, nhưng nỗ lực này đã bị các thành viên khác ngăn cản tại trang thảo luận của bài.
Tập phim "My Number One Doctor" năm 2007 của chương trình truyền hình Scrubs dựa trên ý tưởng rằng Wikipedia là một công cụ tham khảo không đáng tin cậy. Khi một bệnh nhân nói rằng một bài viết trên Wikipedia chỉ ra rằng chế độ ăn đồ sống sẽ đảo ngược tác động của ung thư xương, bác sĩ Perry Cox phản bác và nói rằng chính biên tập viên của bài đó cũng viết hướng dẫn các tập của phim Battlestar Galactica.
Năm 2008, trang web hài hước CollegeHumor sản xuất một video phác thảo mang tên "Giáo sư Wikipedia", trong đó Giáo sư Wikipedia hư cấu hướng dẫn một lớp học với một loạt các tuyên bố không thể kiểm chứng và đôi khi vô lý.
Từ ngày 8 tháng 5 năm 2009, bộ truyện tranh Dilbert có một nhân vật ủng hộ một tuyên bố không chắc chắn bằng cách nói "Hãy cho tôi mười phút và sau đó tìm trên Wikipedia."
Tháng 7 năm 2009, BBC Radio 4 phát sóng một loạt phim hài Bigipedia, lấy bối cảnh một trang web chế giễu Wikipedia. Một số tình huống hài được lấy cảm hứng trực tiếp từ Wikipedia và các bài viết.
Ngày 23 tháng 8 năm 2013, trang web The New Yorker xuất bản một bức tranh biếm họa kèm chú thích: "Chết tiệt, Manning, bạn đã tính đến cuộc chiến đại từ mà cái này sẽ có thể khơi mào trên trang Wikipedia của bạn chưa?", ám chỉ đến Chelsea Elizabeth Manning (tên khai sinh là Bradley Edward Manning), một nhà hoạt động người Mỹ, chính trị gia, cựu quân nhân Hoa Kỳ và là một phụ nữ chuyển giới.
Tháng 12 năm 2015, trong một bức thư đăng trên tờ The Times, John Julius Norwich tuyên bố với tư cách là một nhà sử học, rằng ông đã sử dụng Wikipedia "ít nhất hàng chục lần một ngày" và chưa tìm ra lỗi nào. Ông mô tả đây là "một tài liệu tham khảo hữu ích như các tài liệu tham khảo khác", bao phủ nhiều chủ đề đến mức gần như không có một người, một địa điểm hoặc một thứ nào mà chưa được viết thành bài; và ông không bao giờ có thể viết ra hai cuốn sách mới đây nhất của mình mà không có Wikipedia.